# Limnophora simulans
Limnophora simulans är en tvåvingeart som beskrevs av Stein 1913. Limnophora simulans ingår i släktet Limnophora och familjen husflugor. Inga underarter finns listade i Catalogue of Life.